# Herbert Binkert
Herbert Binkert (Karlsruhe, 1923. szeptember 3. – 2020. január 4.) Saar-vidéki válogatott német labdarúgó, csatár, edző.

## Pályafutása

### Klubcsapatban
A Karlsruher FC Phönix korosztályos csapatában kezdte a labdarúgást. 1942 és 1945 között a FV Saarbrücken, 1945–46-ban a Karlsruher FC Phönix, 1946 és 1948 között a VfB Stuttgart, 1948 és 1960 között az 1. FC Saarbrücken labdarúgója volt.

### A válogatottban
1951 és 1956 között 12 alkalommal szerepelt a Saar-vidéki válogatottban és hat gólt ért el.

### Edzőként
1961 és 1965 között a Röchling Völklingen, 1965 és 1970 között az FC 08 Homburg, 1971 és 1973 között a VfB Theley, 1973–74-ben az 1. FC Saarbrücken vezetőedzője volt.